# Oparanthus rapensis
Oparanthus rapensis ist eine Pflanzenart innerhalb der Familie der Korbblütler (Asteraceae). Sie kommt auf der im südlichen Pazifik gelegenen Inseln Rapa Iti endemisch vor.

## Beschreibung

### Vegetative Merkmale
Oparanthus rapensis wächst als Strauch oder Baum, der Wuchshöhen von bis zu 8 Metern und Stammdurchmesser von bis zu 0,2 Metern erreichen kann. Die gräulich braune Borke ist glatt. Das weiche Holz ist cremefarben.
Die kreuzgegenständig an den Zweigen angeordneten Laubblätter sind in einen Blattstiel und eine Blattspreite gegliedert. Der Blattstiel ist 2 bis 10 Zentimeter lang. Die einfache, ledrige Blattspreite ist bei einer Länge von 3,5 bis 14 Zentimetern sowie einer Breite von 3,5 bis 16 Zentimetern breit eiförmig bis annähernd kreisförmig, gelegentlich auch elliptisch bis breit elliptisch, selten auch breit verkehrt-eiförmig geformt. Gelegentlich können die Blattspreiten entlang des Blattmittelnerves gespalten sein. Die Spreitenbasis läuft stumpf, keilförmig, schwach herzförmig oder ungleichmäßig zu, die Spreitenspitze ist spitz oder stumpf zulaufend, ausgerandet oder stachelspitzig, der leicht verdickte Spreitenrand ist ganzrandig oder etwas gezähnt. Von jeder Seite des Blattmittelnerves zweigen mehrere Paare an auffälligen Seitennerven ab und die Blattadern höherer Ordnung bilden ein auffälliges, netzartiges Muster.

### Blütenstände und Blüten
Oparanthus rapensis ist einhäusig getrenntgeschlechtig (monözisch) und die bekannte Blütezeit erstreckt sich von Oktober bis Februar. Die endständigen, erst aufrechten und später hängenden, zymischen Gesamtblütenstände bestehen aus drei, körbchenförmigen Teilblütenständen. Die Teilblütenstände werden 0,5 bis 0,6 Zentimeter groß und haben einen Durchmesser von 0,3 bis 0,6 Zentimeter. Der Blütenstandsschaft ist, wenn vorhanden, 0,1 bis 2 Zentimeter lang. Im glockenförmigen Involucrum sind in einer unregelmäßig abgestuften Reihe die sechs bis zehn Hüllblätter angeordnet, welche 0,3 bis 0,5 Zentimeter lang sind. Die Hüllblätter auf dem konvexen Körbchenboden werden 0,3 bis 0,4 Zentimeter lang.
Die funktional eingeschlechtigen Blüten sind vierzählig mit doppelter Blütenhülle. Die Blütenkörbe enthalten zehn bis zwölf funktional weibliche Zungenblüten (= Strahlenblüten) in ein bis zwei abgestuften Reihen und 8 bis 20 funktional männliche Röhrenblüten (= Scheibenblüten). Die Kronblätter der Zungenblüten unterteilen sich in eine rund 0,2 Zentimeter lange Kronröhre sowie eine etwa 0,18 Zentimeter lange Zunge, welche an ihrer Spitze tief dreifach gelappt ist. Die Röhrenblüten haben eine 0,18 bis 0,2 Zentimeter lange Kronröhre sowie 0,14 bis 0,16 Zentimeter lange Kronlappen.

### Früchte und Samen
Die fruchtbaren Achänen, welche sich in den Zungenblüten bilden, sind bei einer Länge von 0,38 bis 0,45 Zentimetern annähernd elliptisch bis elliptisch geformt und weisen zwei Flügel auf. Die 0,02 bis 0,06 Zentimeter breiten Flügel haben einen bewimperten Rand, reichen über die Spitze der Achänen hinaus und bilden eine Granne. Die etwa 0,5 Zentimeter langen Achänen, welche sich in den Röhrenblüten bilden, sind steril und weisen ein bis zwei Grannen auf, welche bis zu 0,15 Zentimeter lang werden.

## Vorkommen
Das natürliche Verbreitungsgebiet von Oparanthus rapensis liegt auf der zu den Austral-Inseln gehörenden Insel Rapa Iti.
Oparanthus rapensis gedeiht in Höhenlagen von 50 bis 350 Metern. Die Art wächst dort in mäßig feuchten bis feuchten Wäldern, meist an Hängen, seltener auch an Felswänden. In diesen Wäldern wachsen verschiedene Arten von Eurya, Freycinetia sowie Eisenhölzern (Metrosideros).

## Systematik
Die Erstbeschreibung als Chrysogonum rapense erfolgte 1935 durch Forest Buffen Harkness Brown in Bulletin of the Bernice P. Bishop Museum. Honolulu. Im Jahr 1937 überführte Earl Edward Sherff die Art als Oparanthus rapensis in Occasional Papers of Bernice Pauahi Bishop Museum of Polynesian Ethnology and Natural History in die Gattung Oparanthus. Ein Synonym für Oparanthus rapensis (F.Br.) Sherff ist Bidens rapensis (F.Br.) Stuessy.
Die Art bildet mit Oparanthus coriaceus Hybride aus.